# Guy Frosio
Guy Frosio (né le 1er novembre 1951 à Arès) est un coureur cycliste français, actif dans les années 1960 et 1970.

## Biographie
Guy Frosio naît au sein d'une famille passionnée de cyclisme. Un des cousins de son père, Elia Frosio, est devenu champion du monde de demi-fond dans les années 1940. 
Il prend sa première licence cycliste à l'âge de treize ans dans la commune d'Andernos-les-Bains. En 1971, il s’impose notamment sur le Tour des Landes. En 1973, il remporte la Flèche d'or, épreuve référence disputée en contre-la-montre par équipes de deux coureurs, associé avec Alain Cigana, qui deviendra son beau-frère. Resté amateur, il est sélectionné en équipe de France entre 1971 et 1974.
Après sa carrière cycliste, il devient professeur au lycée du Bâtiment Léonard de Vinci, à Blanquefort. En 2020, il est retraité.

## Palmarès
| - 1971 - Tour des Landes : - Classement général - 1re et 2e étapes - Une étape du Tour de Charente-Maritime (contre-la-montre) - 2e de la Flèche d'or (avec Alain Cigana) - 3e du championnat de France des sociétés - 3e du Tour de Charente-Maritime | - 1972 - 3e du Grand Prix de la Tomate - 1973 - Flèche d'or (avec Alain Cigana) - 3e du Grand Prix de la Tomate |